# Coryphopterus kuna
Coryphopterus kuna är en fiskart som beskrevs av Victor 2007. Coryphopterus kuna ingår i släktet Coryphopterus och familjen smörbultsfiskar. Inga underarter finns listade i Catalogue of Life.